# Bembrops raneyi
Bembrops raneyi és una espècie de peix de la família dels percòfids i de l'ordre dels perciformes.

## Etimologia
Bembrops prové dels mots grecs bembras, -ados (una mena d'anxova) i ops (aparença), mentre que raneyi fa referència al professor d'ictiologia de la Universitat Cornell, el Dr. Edward C. Raney.

## Descripció
Fa 17,6 cm de llargària màxima.

## Hàbitat i distribució geogràfica
És un peix marí i batidemersal (entre 284 i 759 m de fondària, normalment entre 500 i 759), el qual viu a l'Atlàntic occidental central: l'oest, el sud-oest i el nord-oest de les illes Bahames i Cuba.

## Observacions
És inofensiu per als humans.